# Thomas Harvey (Radsportler)
Thomas „Tommy“ Henry Harvey (* 3. Juli 1888 in Westminster (London); † 20. März 1965 in London) war ein britischer Radrennfahrer und nationaler Meister im Radsport.

## Sportliche Laufbahn
Harvey war Bahnradsportler und Teilnehmer der Olympischen Sommerspiele 1920 in Antwerpen. Dort wurde er im Punktefahren auf dem 8. Rang klassiert. Er war auch Teilnehmer der Olympischen Sommerspiele 1924 in Paris. Er startete dort in der Mannschaftsverfolgung. Das britische Team mit Frederick Habberfield, Thomas Harvey, Herbert Lee und Jock Stewart belegte den 7. Platz. Im Tandemrennen wurde er mit Frederick Habberfield Vierter. Beide unterlagen im Rennen um die Bronzemedaille gegen Gerard Bosch van Drakestein und Maurice Peeters.
Harvey gewann 1921 und 1922 mit Harry Ryan den nationalen Titel im Tandemrennen.